# خوان تاوورنا
خوان تاوورنا (انگلیسی: Juan Taverna; ۱۳ آوریل ۱۹۴۸ – ۷ نوامبر ۲۰۱۴) بازیکن فوتبال اهل آرژانتین بود.
از باشگاه‌هایی که در آن بازی کرده‌است می‌توان به باشگاه فوتبال استودیانتس، باشگاه فوتبال بوکا جونیورز، و باشگاه فوتبال رئال مورسیا اشاره کرد.